# پیکسوداروس
پیکسوداروس (به یونانی: Πιξώδαρoς، به انگلیسی: Pixodarus) فرمانروای کاریا از ۳۴۰ تا ۳۳۵ پیش از میلاد بود.
او جوان‌ترین پسر هکاتومنوس بود. هر سه پسر هکاتومنس هر یک برای مدتی بر کاریا فرمان راندند. پیکسوداروس با تاراندن خواهرش، آدا، که بیوه و جانشین برادرشان، ایدرئوس، بود، تخت و تاج کاریا را تصاحب کرد و به مدت پنج سال بدون هیچ مخالفتی آن را در دست داشت. پیکسوداروس در پی دوستی با ایرانیان، دخترش را بزنی به یک ایرانی موسوم به اورونتوباتِس داد. اما در این میان از تلاش برای برقراری اتحاد با سایر قدرت‌ها نیز غافل نماند و سعی نمود تا بزرگ‌ترین دخترش را به ازدواج آریدایوس، پسر نامشروع فیلیپ مقدونی، درآورد و از این راه با مقدونیان مودت و اتحاد برقرار کند. اسکندر که ولیعهدی خویش را در خطر می‌دید و از این وصلت ناخشنود می‌نمود، فرستاده‌ای به دربار کاریا فرستاد و شاهزادهٔ کاریا را برای خود خواستگاری کرد. پیشنهاد اسکندر به شدت مورد استقبال پیکسوداروس قرار گرفت اما فیلیپ که از قضیه خبردار شد، در این امر مداخله نمود و کل قضیه را فیصله داد. بدین ترتیب شاهزادهٔ کاریا نه به آریدایوس رسید و نه به اسکندر. پیکسوداروس ظاهراً به مرگ طبیعی، اندکی پیش از آغاز لشکرکشی اسکندر به آسیا درگذشت و دامادش، اورونتوباتس، جانشین او شد.